# Sibble
Sibble – miejscowość (tätort) w Szwecji, w regionie administracyjnym (län) Sztokholm, w gminie Botkyrka.
Według danych Szwedzkiego Urzędu Statystycznego liczba ludności wyniosła: 354 (31 grudnia 2015), 351 (31 grudnia 2018) i 341 (31 grudnia 2019).